# Christian Jensen (Missionar)
Christian Jensen (* 20. Januar 1839 auf Lütjenswarft (Fahretoft); † 23. März 1900 in Flensburg) war ein deutscher evangelisch-lutherischer Pastor und Missionar.

## Familie
Christian Jensen war der Sohn des Volquard Jensen, Deicharbeiter in Fahretoft, und dessen Ehefrau Metta Jensen, geb. Feddersen verw. Nissen († 1860). Jensens Vater hieß eigentlich Volquard Heiksen – der friesischen Sitte entsprechend hatte er jedoch als Nachnamen den ergänzten Vornamen seines Vaters Jens Heiksen angenommen. In erster Ehe war Volquard Jensen bis zu deren Tod mit Katharina Boysen verheiratet. Dieser Ehe entstammten zwei Kinder. Seine zweite Frau brachte drei Kinder in die Ehe, sodass Christian Jensen mit fünf Stiefgeschwistern aufwuchs.
Christian Jensen und Helene Baurmeister (* 20. März 1844; † 28. November 1912) heirateten am 21. Januar 1868 in Rendsburg – das Paar hatte sich bereits 1862 heimlich verlobt. Der Ehe entstammten neun Kinder: Magda (* 1869), Maria (* 1871), Christian (* 1872; † 28. Februar 1916), Elisabeth (gest. im Alter von 16 Jahren), Clara, Theodor, Johannes, Hermann und Mathilde. Der Sohn Christian Jensen war ebenfalls Pastor und von 1900 bis 1916 Leiter der Anstalten für Innere Mission in Breklum.

## Leben
Jensen wurde am 13. Februar 1839 in der evangelisch-lutherischen St.-Laurentius-Kirche zu Fahretoft getauft und am 18. März 1855 konfirmiert. Seit März 1857 besuchte er die Domschule Schleswig und ab Januar 1860 bis September 1863 ein Gymnasium in Rendsburg. Im Wintersemester 1863/1864 begann Christian Jensen ein Studium der Theologie an der Christian-Albrechts-Universität zu Kiel, wo er Mitglied der Burschenschaft Teutonia wurde. Wegen des Deutsch-Dänischen Krieges wechselte Jensen zum Sommersemester 1864 zur Universität Erlangen, wo er am 4. Mai 1864 sein Studium begann. Zu Ostern 1865 kehrte Jensen nach Kiel zurück. Hier belegte er auch Vorlesungen beim Theologen Bernhard Weiß. Er legte im Oktober 1866 das Tentamen und am 21. April 1867 (Ostern) das Examen ab.
Seine Lehrer in Erlangen waren die Theologen Johann Christian Konrad von Hofmann, Gottfried Thomasius und Franz Delitzsch. Jensens Missionsmotiv entstammte dem Studium der Schriften Zinzendorfs.

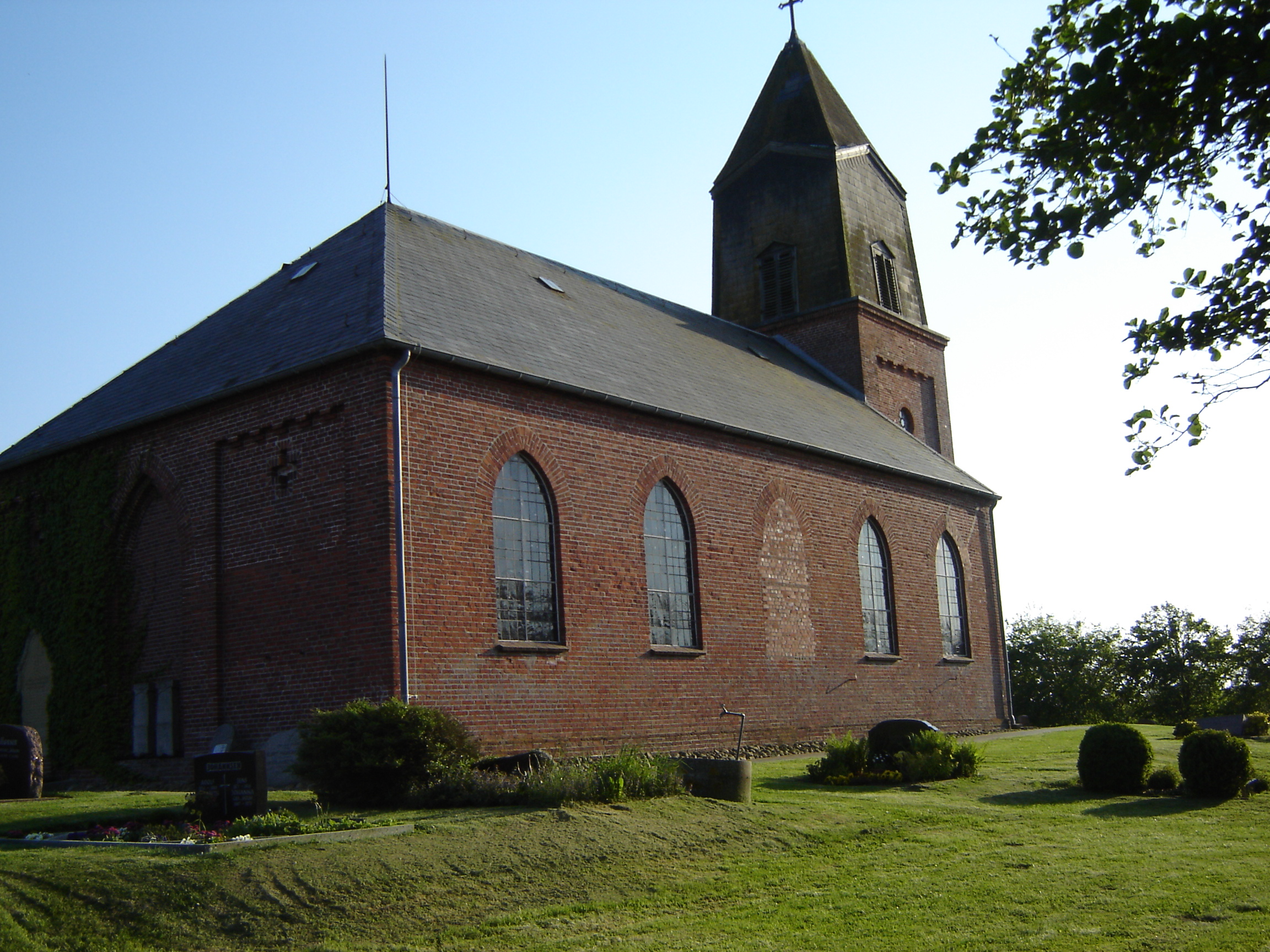
St.-Nikolai-Kirche

Am 3. Oktober 1867 wählte die Eiderstedter Gemeinde Uelvesbüll den jungen Theologen Christian Jensen zum Pastor der St. Nikolai-Kirche; seine Ordination folgte bald danach. Da nach dem Ende des Deutsch-Dänischen Krieges das ehemals dänische Herzogtum Schleswig nunmehr zur Provinz Schleswig-Holstein gehörte, lag die Kirchenverwaltung bei einem Konsistorium mit Sitz in Kiel. Zugleich liefen Reformbestrebungen, zusätzlich eine synodale Kirchenordnung einzuführen. Ein Wortführer dieser Bewegung war der Theologe Richard Adelbert Lipsius. Widerstand gegen die Reformen leistete Wilhelm Heinrich Koopmann, Bischof der 1867 gegründeten Evangelisch-Lutherischen Landeskirche Schleswig-Holsteins.
In der Uelvesbüller Zeit erschien am 1. Juli 1870 zum ersten Mal das von Jensen gegründete und in Altona gedruckte Schleswig-Holsteinische Sonntagsblatt für’s Haus. Sein Zentralthema war die Mission. Mitarbeiter des Herausgebers Jensen waren u. a. sein Freund Höber, Pastor Wolf aus Bülderup, Pastor Weiland aus Oldenswort und Ernst Evers. Die Zeitung musste während der NS-Herrschaft das Erscheinen einstellen. Nach dem Ende des Zweiten Weltkriegs gab es das Sonntagsblatt von 1948 bis zur endgültigen Einstellung 1972 mehr als hundert Jahre lang.
Im Mai 1873 wurde Jensen zum Hauptpastor im nordfriesischen Breklum gewählt und am 28. Juni 1873 in das Amt eingeführt. 1875 gründete er Breklumer Druckerei und die Christliche Buchhandlung, die im Missionshaus als Breklumer Bücherstube weiterhin existiert. Zuvor hatte er in Bredstedt eine Druckerei gekauft, die dann als Breklumer Druckerei firmierte.
Jensen gehörte dem Vorstand des 1875 gegründeten Landesvereins für Innere Mission an. Am 19. September 1876 gründete er in Breklum gemeinsam mit zwanzig Geistlichen und vierzig Laien die Schleswig-Holsteinische Evangelisch-Lutherische Missionsgesellschaft zu Breklum in der Rechtsform eines Altrechtlichen Vereins. Am 10. April 1877 weihte Generalsuperintendent Bertel Petersen Godt das Missionshaus ein.  Der Verein begann am 16. April 1877 mit dem ersten Missionsseminar, und am 24. November 1881 konnten die ersten vier Missionare ordiniert werden.
Die Mission sandte seit 1881/82 ihre Missionare aus – zunächst nach Britisch-Indien und in die USA – später folgten Tanganjika, China und Deutsch-Neuguinea. Es kam noch zur Gründung des Vereins für Innere Mission – beide Vereine fusionierten nach dem Ende des Zweiten Weltkriegs.
Am 9. April 1882 wurde aufgrund einer Initiative von Jensen in Breklum ein christliches Gymnasium eröffnet, das am 31. Oktober 1882 in der Kirchenstraße einen Neubau beziehen konnte. Es erhielt nach Martin Luther den Namen Martineum. Auf Anordnung des für die Provinz Schleswig-Holstein zuständigen preußischen Ministeriums musste das Gymnasium 1893 wieder geschlossen werden. 1899 konnte Jensen noch ein Sanatorium gründen.
Ein Forschungsprojekt der Universität Kiel hat ermitteln können, dass unter der Leitung der Pastoren Christian Jensen (Breklum), Johannes Paulsen (Kropp) und Johann Hinrich Wichern (Hamburg) mehr als sechshundert Predigtamtskandidaten (Sendlinge) für die amerikanischen lutherischen Kirchen in den drei örtlichen Seminaren ausgebildet wurden. Die Ausbildungen orientierten sich am Pietismus und an der Erweckungsfrömmigkeit.
Auf dem Friedhof der Gemeinde Fahretoft wurde zum Gedenken Jensens ein wuchtiger Gedenkstein errichtet.

## Position
Jensens Position als ein evangelischer Pastor des 19. Jahrhunderts war einerseits geprägt durch das Neuluthertum, dessen Wurzeln in der Erweckungsbewegung lagen. Entscheidende Einflüsse auf das Neuluthertum gingen vom Kieler Pastoraltheologen Claus Harms aus, die sein Schüler Wilhelm Heinrich Koopmann als Bischof für Holstein und ab 1868 innerhalb der Evangelisch-Lutherischen Landeskirche Schleswig-Holsteins fortsetzen konnte. Andererseits hatte Jensen während seines Studiums die Erlanger Schule kennengelernt. Aufgrund der vielseitigen Strömungen nannte Jensen sich selbst einen milden Lutheraner oder einen lutherischen Pietisten. Den Antrieb bezogen seine Aktivitäten aus den Erweckungsbewegungen des 19. Jahrhunderts.
In seinen Predigten bezog sich Jensen oftmals und für seine Arbeit in einem grundlegenden Sinne auf die Liebe Christi, wie sie der Missionar Paulus in seinem 2. Brief an die Korinther beschrieben hat (2 Kor 5,14.15 ). Indem sich Jensen auf seinen Erlanger Lehrer Hofmann bezog, machte er den Begriff Agape zum Zentrum seines Denkens und seiner Mission. Jensens Hauptinteresse lag dabei in der Analyse und Verwendungsfähigkeit der Agape als ein kausatives Element göttlichen Handelns. Mit dieser theologischen Position stellte sich der Theologe Jensen konsequent gegen die Lutherische Orthodoxie, was ihm Anfeindungen und Unverständnis einbrachte.

## Auszeichnung
- 1891: Ehrendoktorwürde (D.D.) des Carthage College, Kenosha (Wisconsin).[19]

## Veröffentlichungen

### Monografie
- Eine viermonatliche Reise nach Amerika. Breklum 1895.

### Herausgeber
- Die neue Hauspostille. Breklum 1888.
- Jesus der Sünder Heiland – Erzählungen von Jesu Hülfe. Gesammelt von Christian Jensen. Christliche Buchhandlung, Breklum 1888.
- Tägliche Andachten. Breklum 1894.
- Um die Wende des Jahrhunderts. Breklum 1900.